# House of Lords (banda)
House of Lords es una banda de hard rock proveniente de Los Ángeles, California, Estados Unidos.

## Historia
House of Lords se formó en 1987 por el teclista Gregg Giuffria, luego de su proyecto en solitario Giuffria. Después de escuchar algunos demos - que originalmente iban a hacer parte del tercer disco de Giuffria - la compañía discográfica de Gene Simmons decidió como condición que el nombre de la agrupación debería ser cambiado (a House of Lords) y que debería ser contratado un nuevo cantante. James Christian reemplazó a David Glen Eisley, como sugerencia del bajista Chuck Wright.
House of Lords ha lanzado al mercado nueve discos de estudio, algunos directos y una recopilación, desde 1988 hasta 2014, y ha experimentado constantes cambios de alineación. Sus álbumes más exitosos fueron House of Lords (1988) y Sahara (1990), contando con los hits "I Wanna Be Loved" y "Can't Find My Way Home" respectivamente, y llevándolos de gira con bandas legendarias como Cheap Trick y Scorpions.

## Miembros
Actuales

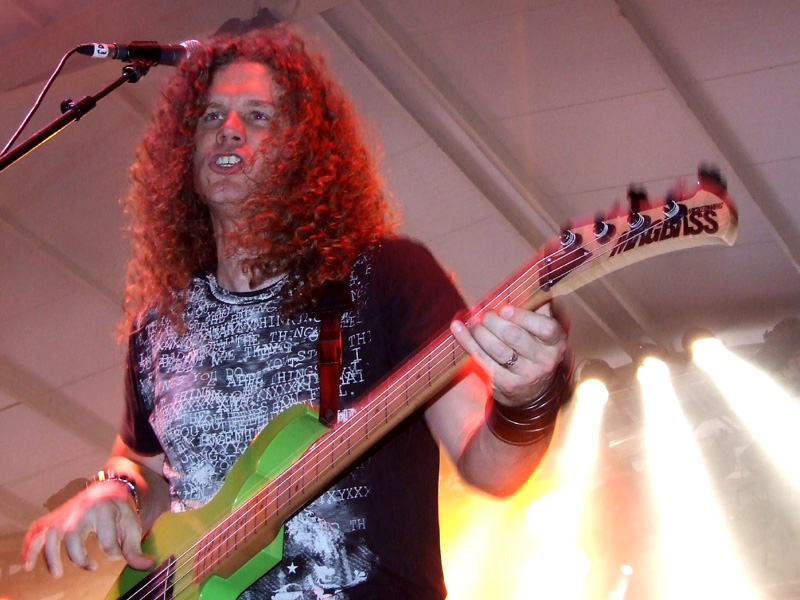
Chris McCarvill en Lorca Rock Festival en 2006, junto a House of Lords

- James Christian - voz, guitarra, teclado (1988-1993, 2000-presente)
- Jimi Bell - guitarra (2005-presente)
- Jeff Kent - teclado, bajo, coros (2005-presente)
- B.J. Zampa - batería (2005-presente)
- Chris McCarvill - bajo (2005-2008, 2009-presente)
- Jeff Batter - teclados

Miembros originales
- Gregg Giuffria - teclado, coros (1987–1993, 2000–2004)
- Ken Mary - batería (1987–1991, 2000–2005)
- Chuck Wright - bajo, coros (1987–1991, 2000–2005)
- Lanny Cordola - guitarra, coros (1987–1990, 2000–2005)
- Robert Marcello - guitarra, coros (2009–2010, 2009–2010)
- David Glen Eisley - voz (1987-1988)
- Michael Guy - guitarra (1990–1991, 2000)
- Tommy Aldridge - batería (1991–1993)
- Dennis Chick - guitarra (1991–1993)
- Sean McNabb - bajo (1991–1993)
- Matt McKenna - bajo (2008–2009)

## Discografía

### Estudio
- House of Lords - 1988
- Sahara - 1990
- Demons Down - 1992
- The Power and the Myth - 2004
- World Upside Down - 2006
- Come to My Kingdom - 2008
- Cartesian Dreams - 2009
- Big Money - 2011
- Precious Metal - 2014
- Indestructible - 2015
- Saint of the Lost Souls - 2017
- New World - New Eyes - 2020
- Saints and Sinners - 2022

### Recopilaciones
- Anthology - 2008

### Directo
- Live in the UK - 2007